# سواره‌نظام (فیلم ۱۹۵۹)
سواره‌نظام (به انگلیسی: The Horse Soldiers) فیلمی محصول سال ۱۹۵۹ و به کارگردانی جان فورد است. در این فیلم بازیگرانی همچون جان وین، ویلیام هولدن، کانستنس تاورز، الثیا گیبسون، کن کرتیس، ویلیس بوشی، بینگ راسل، هنک وردن، دنور پیل، استروتر مارتین، باسیل رویسدل، ویلیام «بیل» هنری، آنا لی، ویلیام فارست، راسل سیمپسون و جک پنیک ایفای نقش کرده‌اند.